# Сен-Сантен
Сен-Санте́н (фр. Saint-Santin, окс. Sent Antin) — коммуна во Франции, находится в регионе Окситания. Департамент — Аверон. Входит в состав кантона Деказвиль. Округ коммуны — Вильфранш-де-Руэрг.
Код INSEE коммуны — 12246.
Коммуна расположена приблизительно в 470 км к югу от Парижа, в 135 км северо-восточнее Тулузы, в 45 км к северо-западу от Родеза.

## Население
Население коммуны на 2008 год составляло 561 человек.
| 1962 | 1968 | 1975 | 1982 | 1990 | 1999 | 2008 |
| ---- | ---- | ---- | ---- | ---- | ---- | ---- |
| 684  | 696  | 664  | 643  | 575  | 534  | 561  |

## Экономика
В 2007 году среди 323 человек в трудоспособном возрасте (15—64 лет) 244 были экономически активными, 79 — неактивными (показатель активности — 75,5 %, в 1999 году было 67,5 %). Из 244 активных работали 228 человек (133 мужчины и 95 женщин), безработных было 16 (5 мужчин и 11 женщин). Среди 79 неактивных 15 человек были учениками или студентами, 35 — пенсионерами, 29 были неактивными по другим причинам.

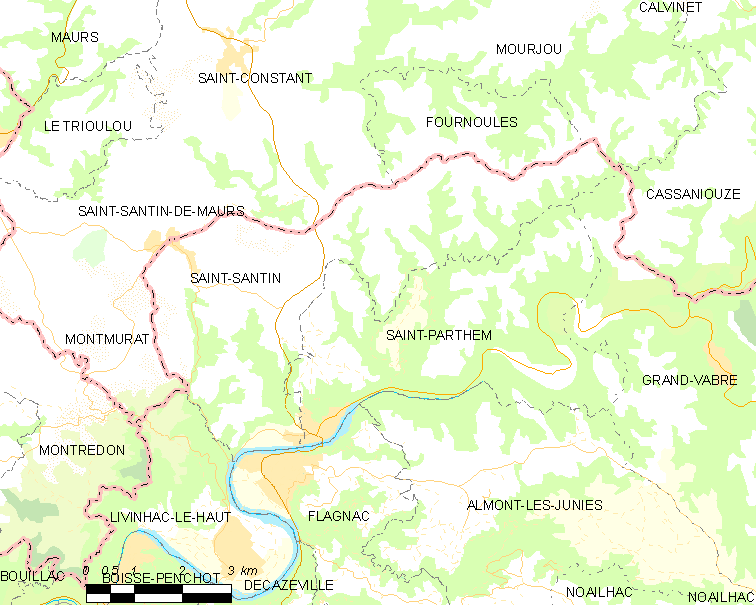
Карта коммуны